# Cactus de Sibérie
Albums de Oxmo Puccino
L'amour est Mort
(2001) Lipopette Bar
(2007)
Le cactus de Sibérie est le troisième album du rappeur français Oxmo Puccino, sorti en 2004.

## Liste des titres
| 1.    | Intro (Sebb)                                   | Oxmo Puccino                                             | 0:46 |
| 2.    | Le cactus de Sibérie (Alsoprodby, DJ Sek)      | Oxmo Puccino                                             | 3:20 |
| 3.    | On danse pas (Bobby Ross Avila Jr.)            | Oxmo Puccino                                             | 3:38 |
| 4.    | Black Desperado (Alsoprodby, DJ Sek)           | Oxmo Puccino                                             | 3:45 |
| 5.    | La nuit m'appelle (Wayne Beckford)             | Oxmo Puccino                                             | 3:49 |
| 6.    | Mon pèze (Alsoprodby, DJ Sek)                  | Oxmo Puccino                                             | 3:43 |
| 7.    | Toucher l'horizon (DJ Duke)                    | Oxmo Puccino                                             | 2:58 |
| 8.    | Laisse moi fleurter (Oxmo Puccino)             | Oxmo Puccino                                             | 3:07 |
| 9.    | Mes fans (DJ Sek)                              | Oxmo Puccino                                             | 3:18 |
| 10.   | Nous aurions pu (Oxmo Puccino)                 | Oxmo Puccino, K-Reen                                     | 3:32 |
| 11.   | Arrivé sur terre (Alsoprodby, DJ Sek)          | Oxmo Puccino                                             | 4:06 |
| 12.   | L'amour est mort, mets... (Alsoprodby, DJ Sek) | Oxmo Puccino                                             | 4:23 |
| 13.   | Un flingue et des roses (Oxmo Puccino)         | Oxmo Puccino, Kool Shen                                  | 4:03 |
| 14.   | Parallèles (Sebb)                              | Oxmo Puccino                                             | 3:48 |
| 15.   | Warriors (Diesel)                              | Oxmo Puccino, Le Célèbre Bauza, Mam's Maniolo, Dieudonné | 5:03 |
| 53:26 |                                                |                                                          |      |